# Sten Ahlner
Sten "Stabben" Ragnar Ahlner, född 7 december 1915 i Stockholm, död 31 juli 1997 i Oscars församling i Stockholm, var en svensk idrottsledare och sportjournalist.
Ahlner arbetade som journalist på Idrottsbladet på 1930-talet, varifrån han övergick till dagspressen, samtidigt som han arbetade på en bildbyrå. Han var 1940–1947 styrelsemedlem i Svenska Ishockeyförbundet, 1942–1946 som sekreterare och 1946–1947 som vice ordförande. Åren 1975–1981 var han informationschef på Svenska Fotbollförbundet och under många år ledare för Hammarby IF. Sten Ahlner verkade även som fotbollsdomare och var ende svenske domare vid Fotbolls-VM 1958. Han är begravd på Bromma kyrkogård.